# Mikey Kelley
Mikey Kelley est un acteur américain, né le 14 novembre 1973 à Quincy au Massachusetts.

## Filmographie

### Cinéma
- 2001 : Scooby-Doo et la Cybertraque : Bill McLemore
- 2003 : Mystic River : Walkie-Talkie
- 2005 : Undiscovered
- 2005 : La Fièvre du roller
- 2007 : TMNT : Les Tortues Ninja : Michelangelo
- 2014 : Souvenirs de Marnie : Takeshi
- 2016 : Norm (Norm of the North) : le deuxième partisan

### Télévision
- 1997 : Extrême Ghostbusters (1 épisode)
- 1998 : Invasion America : David Carter (13 épisodes)
- 2000 : Godzilla, la série : Steven (1 épisode)
- 2002 : Static Choc : Nick (1 épisode)
- 2002 : Rocket Power : Harry (1 épisode)
- 2004 : Razbitume ! : Daniel (1 épisode)
- 2004 : Quoi d'neuf Scooby-Doo ? : Monroe Hopper (1 épisode)
- 2005 : Firehouse USA: Boston : le narrateur
- 2006 : Ben 10 : plusieurs personnages
- 2006 : Un écureuil chez moi (Squirrel Boy) : Eddie J. Squirrel (1 épisode)
- 2006 : Shorty McShorts' Shorts (3 épisodes)
- 2006 : Les Loonatics : Rip Runner (1 épisode)
- 2007 : Man Caves (3 épisodes)
- 2007 : Les Rois du Texas (2 épisodes)
- 2008 : Le Petit Dinosaure : Hyp (1 épisode)
- 2009-2011 : Batman : L'Alliance des héros : Kamandi et Batman à 10 ans (4 épisodes)
- 2009-2011 : The Super Hero Squad Show : Surfer d'argent (30 épisodes)
- 2011 : Camp Woodward : le narrateur (8 épisodes)
- 2012 : Phinéas et Ferb : voix additionnelles (1 épisode)
- 2012 : Souvenirs de Gravity Falls : voix additionnelles (1 épisode)
- 2015 : Les Aventures du Chat potté : Dom (2 épisodes)
- 2015 : Bugs ! Une Production Looney Tunes : Boyd (1 épisode)
- 2015 : Mariah Carey's Merriest Christmas : l'annonceur
- 2016 : Harvey Beaks : L'Inspiration (1 épisode)
- 2016 : 2 Broke Girls : le policier

### Jeu vidéo
- 2001 : Star Wars: Rogue Squadron 2 - Rogue Leader : un rebelle
- 2002 : Ratchet and Clank : Ratchet
- 2003 : Viewtiful Joe : Alastor
- 2003 : Tony Hawk's Underground
- 2004 : Tony Hawk's Underground 2 : Eric Sparrow
- 2004 : Full Spectrum Warrior : Shimenski
- 2004 : Viewtiful Joe: Double Trouble : Alastor
- 2005 : Viewtiful Joe: Battle Carnival : Alastor
- 2006 : Full Spectrum Warrior: Ten Hammers : Shimenski
- 2006 : Metal Gear Solid: Portable Ops : Fox Soldier A
- 2007 : TMNT : Michelangelo
- 2007 : Spider-Man 3 : voix additionnelles
- 2007 : Skate.
- 2007 : Halo 3 : Marines
- 2008 : SOCOM: U.S. Navy SEALs : Lionel Hutts
- 2008 : CSI: NY
- 2009 : inFamous : voix additionnelles
- 2009 : Halo 3: ODST : Marines
- 2009 : Marvel Super Hero Squad : Surfer d'argent
- 2010 : Marvel Super Hero Squad: The Infinity Gauntlet : Surfer d'argent
- 2011 : Marvel Super Hero Squad Online : Surfer d'argent
- 2011 : Marvel Super Hero Squad: Comic Combat : Surfer d'argent
- 2011 : Final Fantasy XIII-2 : voix additionnelles
- 2012 : Kinect Star Wars : Gold 3
- 2012 : Ratchet and Clank: Q-Force : Barry
- 2013 : Aliens: Colonial Marines : William Barns
- 2014 : Sunset Overdrive
- 2015 : Lego Jurassic World
- 2015 : Mad Max